# Χ¹ Оріона
χ1 Оріона (χ1 Ori / χ1 Orionis) — подвійна зоря в 28,7 св. роках від Землі в сузір'ї Оріона.
χ1 Оріона А має спектральний клас G0V, лежить на головній послідовності. Вона має невеликого супутника, χ1 Оріон B, з масою приблизно 15 % сонячної та періодом обертання 14,1 років, який, можливо, належить до спектрального класу M6. Орбіта χ1 Оріона B має велику піввісь до 6,1 а. о. та досить великий ексцентриситет, тому відстань між зорями змінюється від 3,3 а. о. до 8,9 а. о.
χ1 Оріона належить до рухомої групи зір Великої Ведмедиці.

## Найближче оточення зорі
Наступні зоряні системи знаходяться на відстані до 10 світлових років від системи χ1 Оріона:
| Зоря          | Спектральний клас | Відстань, св. років |
| Ross 64       | M4.5V             | 3,6                 |
| Ross 41       | M3.5-5V           | 6,1                 |
| G 100-28 AB   | M V / ?           | 6,4                 |
| BD+17 1320    | M1V / ?           | 6,7                 |
| G 99-47       | DA9 / VII         | 7,4                 |
| G 109-35      | M5Ve              | 7,4                 |
| BD+10 1032 AB | M2.5V / ?         | 9,1                 |
| BD+18 683     | M2.5Ve / ?        | 9,1                 |
| π³ Оріона     | F6V V / ? ?       | 9,9                 |
| Ross 47       | M4V               | 10,0                |